# Boxhole crater
Boxhole crater är en nedslagskrater i Australien. Den ligger i kommunen Central Desert och territoriet Northern Territory. Boxhole crater ligger 481 meter över havet, eller 4 meter över den omgivande terrängen.
Trakten runt Boxhole crater är nära nog obefolkad, med mindre än två invånare per kvadratkilometer. Det finns inga samhällen i närheten.
Omgivningarna runt Boxhole crater är i huvudsak ett öppet busklandskap.